# Bundesstraße 253
Die Bundesstraße 253 (Abkürzung: B 253) ist eine deutsche Bundesstraße mit einer Länge von etwa 124 km. Sie verläuft im Norden und Westen von Hessen von Melsungen über Fritzlar, Frankenberg (Eder) und Biedenkopf nach Dillenburg.
Bei Bad Wildungen teilt sie sich den Weg mit der B 485, bei Frankenberg mit der B 252, zwischen Allendorf (Eder) und Battenberg mit der B 236 und zwischen Biedenkopf und Breidenstein mit der B 62.

## Abschnitt Biedenkopf-Frankenberg („Sackpfeife“)
Der Abschnitt zwischen Biedenkopf und Frankenberg wird wegen des der Strecke nahegelegenen Berges auch „Sackpfeife“ genannt. In diesem Bereich fanden von 2012 bis November 2016 umfangreiche Ausbauarbeiten statt. Dazu wurde die Strecke neun Monate vollgesperrt. Im Bereich zwischen Biedenkopf-Ludwigshütte und Hatzfeld-Eifa wurde ein 2,7 km langer Abschnitt mit einem dritten Fahrstreifen versehen. Des Weiteren wurden die engen Kurven und steilen Gefälle entschärft. Vor allem im Winter verbessert dies die Befahrbarkeit der Verbindung. Es wurden dafür drei Brücken angelegt und etwa 130.000 Kubikmeter Boden bewegt. Die Baumaßnahmen haben den Bund 13,5 Mio. Euro gekostet; geplant waren für die Arbeiten Ausgaben in Höhe von 9,78 Mio. Euro.

## Planungen
Hessen Mobil plant für den Ort Breidenbach eine Ortsumgehung. Der erste Teilabschnitt wurde bereits als K 107 fertiggestellt.